# Auricola sinistra
L'auricola sinistra è un diverticolo che si stacca dalla parte antero-laterale dell'atrio sinistro. Rispetto all'auricola destra questa è più lunga e frastagliata, ma decisamente più stretta. Questa formazione è leggermente strozzata all'origine e ha una andamento piuttosto irregolare, che la porta ad assumere una forma di "S" italica.
La faccia interna, concava, circonda il tronco dell'arteria polmonare, mentre il margine inferiore piuttosto frastagliato per la presenza di formazioni digitiformi, ricopre il solco coronarico e la parte più alta del solco interventricolare anteriore.